# Christian Persson
Christian Persson (* 16. Dezember 1948) ist ein deutscher Journalist. Als Ideengeber und Mitbegründer der Computerzeitschrift c’t im Jahre 1983 war er seitdem fast 30 Jahre lang einer ihrer beiden Chefredakteure sowie Chefredakteur von Heise online, bis er am 1. Januar 2013 im Heise Verlag auf den Posten des Mitherausgebers wechselte.

## Leben
Persson verpflichtete sich zunächst 12 Jahre für die Bundeswehr, wo er als Offizieranwärter eine Pilotenausbildung begann, die er jedoch später abbrach.
Seine journalistische Laufbahn begann er im Jahre 1972 als Volontär. Danach war er einige Jahre als Lokalredakteur bei einer Tageszeitung tätig. Bis 1983 war er darüber hinaus Student und freier Autor.
1983 gründete Persson als Ideengeber die Computerzeitschrift c’t mit, deren Leitung er von Anfang an als einer der beiden Chefredakteure übernahm und bis Ende Dezember 2012 ausübte. Darüber hinaus war er ebenfalls bis Ende Dezember 2012 Chefredakteur von Heise online. Am 1. Januar 2013 wechselte Persson im Heise Verlag auf den Posten des Mitherausgebers. Seine Position als Chefredakteur übernahm Johannes Endres.
Christian Persson lebt in Hannover.

## Werke
- 6502/65C02 Maschinensprache. 1. Auflage, Verlag Heinz Heise, Hannover 1983, ISBN 3-922705-20-0.